# Paralisi periodica tireotossica
La paralisi periodica tireotossica (PPT) è una malattia caratterizzata da improvvisi episodi di paralisi in presenza di ipertiroidismo (iperattività della tiroide). Durante gli attacchi si riscontra generalmente ipokaliemia, ovvero bassi livelli di potassio nel sangue. La malattia può comportare pericolo per la vita quando la paralisi coinvolge i muscoli respiratori portando a insufficienza respiratoria, oppure quando l'eccessiva riduzione del potassio provoca l'insorgenza di aritmie. In assenza di un trattamento appropriato, gli episodi tendono a ripetersi.
La causa della malattia è stata identificata in alcune mutazioni nei geni che codificano per i canali ionici deputati al trasporto di ioni sodio e potassio attraverso le membrane cellulari. In particolare sono coinvolti i geni Cav1.1 e Kir2.6, che codificano rispettivamente per la subunità α1 dei canali del calcio di tipo L e per il canale rettificante interno del potassio 2.6; la PPT è quindi classificata tra le canalopatie. Si pensa che l'anomalia dei canali porti al passaggio di potassio all'interno delle cellule quando sono presenti elevati livelli di tiroxina associati, in genere, a un evento o fattore precipitante. 
Il trattamento dell'ipokaliemia, seguito dalla correzione dell'ipertiroidismo, porta alla scomparsa degli attacchi. La paralisi periodica tireotossica ha una maggiore frequenza tra i maschi di origine cinese, giapponese, vietnamita, filippina e coreana. La PPT è solo una delle malattie associate a paralisi periodica.

## Storia

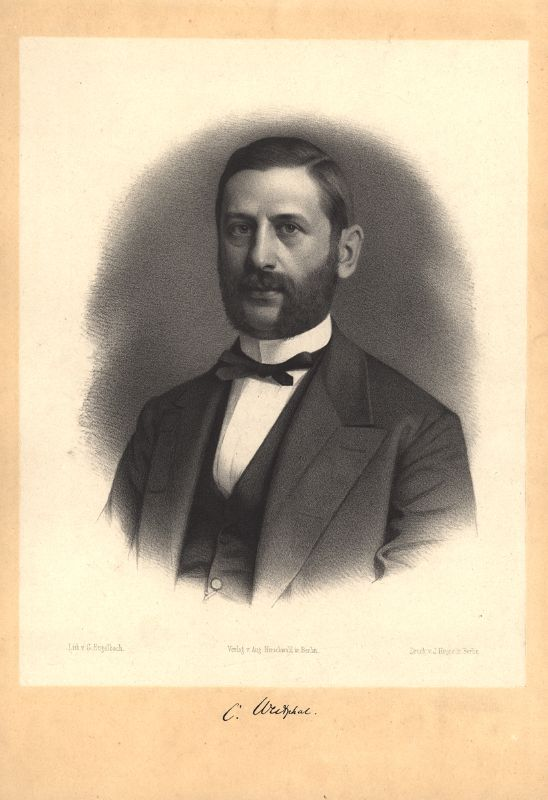
Carl Friedrich Otto Westphal

Dopo la descrizione di alcuni casi isolati nel diciottesimo e diciannovesimo secolo, la paralisi periodica fu descritta per la prima volta in tutte le sue caratteristiche dal neurologo tedesco Carl Friedrich Otto Westphal (1833–1890) nel 1885.
Nel 1926 il medico giapponese Tetsushiro Shinosaki, di Fukuoka, osservò l'alta frequenza di patologie della tiroide nei giapponesi affetti da paralisi periodica.
Il primo lavoro scientifico in lingua inglese, del 1931, è opera di Dunlap e Kepler, due medici della Mayo Clinic che descrissero la sindrome in un paziente con morbo di Graves-Basedow. Nel 1937 la paralisi periodica fu associata per la prima volta con ipokaliemia; fu descritta anche l'associazione degli attacchi con la somministrazione di glucosio o insulina. Questo fenomeno è stato utilizzato come test diagnostico.
Nel 1974 si scoprì che il propranololo poteva prevenire gli attacchi. 
Il concetto di canalopatia e l'associazione con i difetti genetici di particolari canali ionici, invece, risalgono alla fine del ventesimo secolo.

## Epidemiologia
La PPT è più frequente nei maschi di origine cinese, giapponese, vietnamita, filippina e coreana e nei thailandesi, mentre la prevalenza nelle persone di altre etnie è molto più bassa. Fra i cinesi e giapponesi affetti da ipertiroidismo, l'1.8–1.9% va incontro a PPT. Nel nord dell'America, invece, la frequenza descritta dai principali studi è compresa tra 0.1 e 0.2%. 
Fanno eccezione i nativi americani degli Stati Uniti d'America, che, condividendo alcune caratteristiche genetiche con gli asiatici, hanno un rischio di malattia più elevato.
Il picco di insorgenza si verifica tra i 20 e i 40 anni. Non è noto perché i maschi siano più colpiti, da 10 a 17 volte più delle donne, sebbene l'ipertiroidismo colpisca più di frequente queste ultime.

## Segni e sintomi
Gli attacchi spesso iniziano con dolore muscolare, crampi e rigidità del muscolo. Successivamente insorge una progressiva debolezza muscolare fino alla paralisi; la progressione è rapida. Generalmente l'esordio avviene in tarda serata o nelle prime ore del mattino. La perdita di forza di solito è simmetrica; i muscoli più colpiti sono quelli degli arti che si trovano più vicini al tronco (prossimali), prima gli arti inferiori e poi quelli superiori. I muscoli della laringe, degli occhi e quelli inspiratori sono generalmente risparmiati, ma in rari casi la paralisi dei muscoli respiratori può provocare insufficienza respiratoria e determinare pericolo per la vita. Gli attacchi tendono a risolversi spontaneamente in un tempo variabile da alcune ore a diversi giorni, anche in assenza di trattamento. All'esame neurologico durante l'attacco si osserva paralisi flaccida degli arti e riflessi spesso ridotti di intensità, mentre le vie sensitive non sono colpite. Anche lo stato psichico è conservato.
Gli attacchi possono essere scatenati dall'esercizio fisico, dall'alcol, da cibi ricchi di carboidrati o di sale. Ciò potrebbe spiegare perché si osserva una maggiore frequenza degli episodi in estate, quando aumenta il consumo di bevande zuccherate e l'esercizio fisico. Gli attacchi scatenati dall'attività fisica tendono a insorgere a riposo, subito dopo il termine dell'attività; per questo motivo alcuni raccomandano di riprendere immediatamente il movimento per stroncare sul nascere l'attacco di paralisi. Nelle persone affette si possono osservare segni di iperattività della tiroide, come perdita di peso, tachicardia, tremore e intensa sudorazione, ma tali segni si riscontrano solo nella metà dei casi. La patologia che provoca più frequentemente ipertiroidismo, la malattia di Graves, può manifestare in aggiunta segni oculari (oftalmopatia di Graves) e cutanei a livello delle gambe (mixedema pretibiale). Le patologie della tiroide possono anche provocare debolezza muscolare sotto forma di miopatia tireotossica, ma quest'ultima ha un andamento costante piuttosto che episodico.

## Eziologia

### Genetica
In pazienti affetti da PPT originari del sud della Cina sono state descritte mutazioni genetiche nella subunità α1 dei canali del calcio di tipo L (Cav1.1). Queste mutazioni sono localizzate in una parte diversa del gene, rispetto a quelle descritte in una condizione patologica correlata, la paralisi periodica familiare. Le mutazioni descritte nella PPT sono polimorfismi di singoli nucleotidi e sono localizzate nell'hormone response element (elemento di risposta all'ormone) per gli ormoni tiroidei: ciò sta a significare che la trascrizione del gene, e quindi la produzione dei canali ionici, possono essere alterate da aumentati livelli di ormoni tiroidei. Inoltre sono state descritte mutazioni nei geni che codificano per i canali del potassio voltaggio-dipendenti KCNC4 (Kv3.4) e nella subunità alfa delle proteine dei canali del sodio di tipo 4 (Na41.4).
Fra i soggetti affetti, il 33% (di varia origine etnica) ha mostrato di essere affetto da mutazioni del gene KCNJ18 che codifica per Kir2.6, un canale del potassio rettificante. Lo stesso gene, inoltre, contiene un thyroid response element. 
Alcune forme (aplotipi) HLA, in particolare B46, DR9, DQB1*0303, A2, Bw22, AW19, B17 e DRW8 hanno una frequenza maggiore nelle persone affette da PPT. L'associazione con particolari aplotipi di HLA, che gioca un ruolo fondamentale nel sistema immunitario, potrebbe suggerire una causa immunologica, ma non è certo se ciò possa essere la causa diretta della malattia o se semplicemente aumenti la suscettibilità al morbo di Basedow-Graves, che ha una sicura origine autoimmune.

### Malattie della tiroide
La malattia tiroidea più comune tra quelle associate alla PPT è il morbo di Graves, una malattia autoimmune che determina un'iperproduzione di ormoni tiroidei. La PPT è stata descritta anche in soggetti affetti da altre forme di tiroidite, gozzo multinodulare tossico, adenomi tiroidei, adenomi ipofisari che producono TSH, eccessiva assunzione di farmaci contenenti tiroxina o di iodio e di ipertiroidismo indotto da amiodarone.

## Patogenesi

La Na^{+}/K^{+}-ATPasi mantiene i normali gradienti di concentrazione di sodio e potassio tra le cellule e il fluido extracellulare, e per farlo consuma energia sotto forma di ATP.

La debolezza muscolare e l'aumentato rischio di anomalie del battito cardiaco nella PPT dipendono dai livelli molto bassi di potassio nel sangue. In realtà il potassio non viene perso, ma aumenta il suo passaggio all'interno delle cellule in seguito all'aumentata attività dell'enzima sodio-potassio-ATPasi. In alcune altre patologie associate a riduzione dei livelli di potassio, l'equilibrio acido-base è alterato, con possibile riscontro di alcalosi metabolica o, al contrario, di acidosi metabolica. Nella paralisi periodica tireotossica, invece, l'equilibrio acido-base è solitamente normale. L'ipokaliemia (riduzione del potassio nel sangue) porta ad iperpolarizzazione delle cellule dei muscoli scheletrici, rendendo la giunzione neuromuscolare meno sensibile agli impulsi provenienti dai nervi e portando, infine, a una minore capacità dei muscoli di contrarsi.
Non è chiaro in che modo le alterazioni genetiche descritte per questa malattia influenzino l'attività della Na+/K+-ATPasi, ma si ritiene che alti livelli di ormoni tiroidei aumentino l'attività dell'enzima. L'ipertiroidismo aumenta il rilascio nel sangue di ormoni detti catecolamine (uno di questi è l'adrenalina), aumentando l'attività della Na+/K+-ATPasi. L'attività dell'enzima è poi aumentata ulteriormente da alcuni fattori precipitanti. Per esempio, pasti ricchi di carboidrati aumentano i livelli di insulina, altro ormone capace di attivare la Na+/K+-ATPasi. Rimuovendo il fattore scatenante, l'attività enzimatica torna ai livelli normali. È stato ipotizzato che gli androgeni, i principali ormoni sessuali maschili, incrementino anch'essi l'attività della Na+/K+-ATPasi: ciò spiegherebbe perché i maschi hanno un rischio maggiore di sviluppare la sindrome, sebbene le patologie della tiroide siano più frequenti nelle donne. La PPT è considerata un esempio classico di un gruppo di malattie, note come "canalopatie", che dipendono da mutazioni nei geni responsabili della produzione dei canali ionici; la maggior parte di queste malattie ha un decorso episodico.

## Diagnosi
L'ipokaliemia si riscontra tipicamente durante gli attacchi; i livelli sono spesso inferiori a 3.0 mmol/l. Anche i livelli plasmatici di magnesio e fosfato sono spesso ridotti. I livelli di creatinchinasi sono elevati in due terzi dei casi, spesso per cause riconducibili al danno muscolare; tuttavia è raro trovare livelli molto alti, che se presenti indicano una rabdomiolisi (distruzione del tessuto muscolare). 
L'elettrocardiogramma può mostrare aumento della frequenza cardiaca dovuto alla patologia tiroidea, anomalie del ritmo cardiaco di gravità variabile, dalla fibrillazione atriale alla tachicardia ventricolare e anomalie della conduzione cardiaca tipiche dell'ipokaliemia (onde U, aumento dell'ampiezza del complesso QRS, prolungamento dell'intervallo QT e appiattimento dell'onda T.
L'elettromiografia mostra alterazioni simili a quelle riscontrate nelle miopatie (malattie che colpiscono primitivamente i muscoli), ovvero una riduzione d'ampiezza di alcuni parametri relativi ai potenziali d'azione muscolari (CMAPs); questi tornano normali dopo il trattamento della malattia.
La PPT si distingue da altre forme di paralisi periodica, e in particolare dalla paralisi periodica ipocaliemica, per l'alterazione degli ormoni tiroidei, assente in queste ultime. Gli ormoni tiroidei, tiroxina e triiodotironina, sono elevati nella forma tireotossica, mentre i livelli TSH (ormone prodotto dall'ipofisi per stimolare il rilascio degli ormoni tiroidei) risultano bassi per la soppressione esercitata dagli ormoni stessi. Il riscontro di tireotossicosi richiede indagini più approfondite per individuarne la causa.

## Trattamento

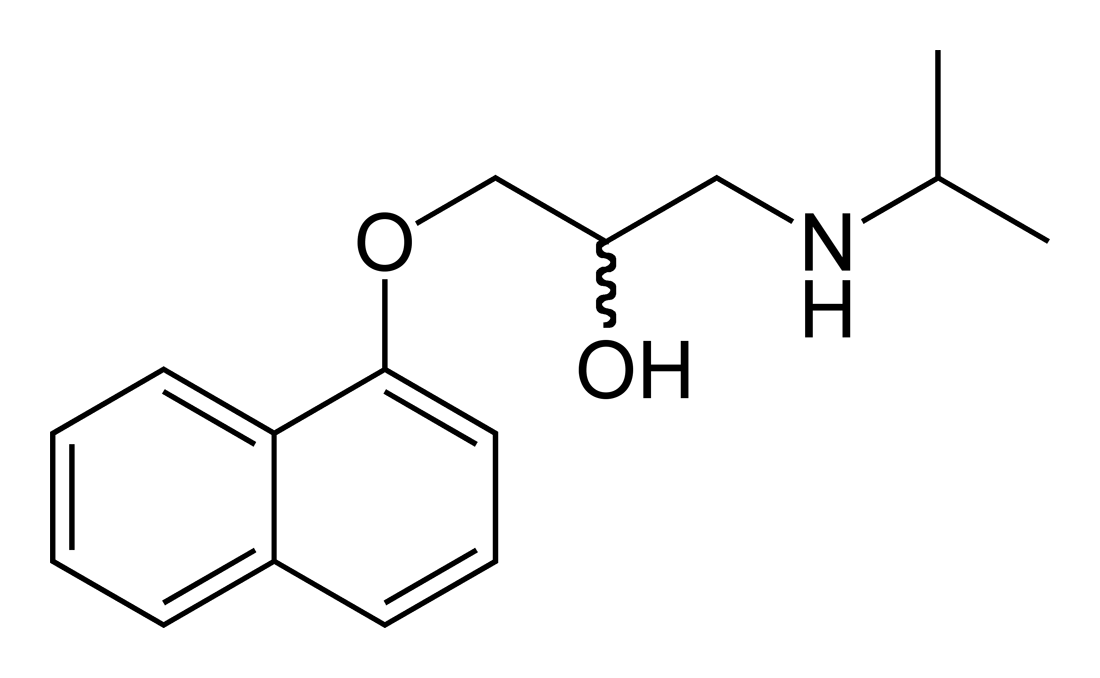
Il betabloccante non selettivo propranololo contrasta rapidamente le manifestazioni dell'ipertiroidismo, comprese quelle che scatenano la PPT.

Nella fase acuta, la somministrazione di potassio può ripristinare velocemente la forza muscolare e prevenire le complicanze. Comunque occorre cautela nella somministrazione, poiché la quantità totale di potassio nell'organismo non è ridotta ed esiste il rischio di un rapido aumento della kaliemia (effetto rebound); il potassio deve essere quindi somministrato lentamente in infusione e contemporaneamente alle altre terapie. 

Le manifestazioni legate all'eccesso di ormoni tiroidei in circolo rispondono generalmente bene ai betabloccanti, come il propranololo, poiché molti segni e sintomi dipendono dai livelli plasmatici aumentati di adrenalina e dagli effetti di questo ormone sui recettori beta-adrenergici. Per prevenire attacchi successivi occorre eliminare i fattori precipitanti, come l'apporto alimentare di grandi quantità di sale o carboidrati, finché non si giunge al completo controllo della patologia tiroidea con una terapia adeguata. Quest'ultimo porta generalmente alla scomparsa degli episodi di paralisi. A seconda della patologia responsabile dell'ipertiroidismo, la terapia può consistere in farmaci tireostatici (che riducono la produzione di ormoni tiroidei), radioiodio, o, a volte, nell'asportazione chirurgica parziale o totale della tiroide (tiroidectomia).